# Ostatnie życzenie (zbiór opowiadań)
Ostatnie życzenie – zbiór opowiadań fantasy z 1993 roku, napisanych przez Andrzeja Sapkowskiego i stanowiących wstęp do cyklu o wiedźminie Geralcie.
Popularny stał się cytat z opowiadania Mniejsze zło w rozmowie między Stregoborem a Geraltem: "Zło to zło, Stregoborze - rzekł poważnie wiedźmin, wstając. - Mniejsze, większe, średnie, wszystko jedno, proporcje są umowne a granice zatarte. Nie jestem świątobliwym pustelnikiem, nie samo dobro czyniłem w życiu. A jeżeli mam wybierać pomiędzy jednym złem, a drugim, to wolę nie wybierać wcale.“

## Wydanie oryginalne
Został wydany przez wydawnictwo superNowa w 1993 roku, a wydanie drugie w roku 2003 (ISBN 83-7054-061-9). Skonstruowany na zasadzie powieści szkatułkowej, składa się z opowiadania przewodniego Głos rozsądku, przerywanego przez pozostałe opowiadania, wyjaśniające, uzupełniające i tworzące spójną historię Geralta z Rivii. Opowiadania Kwestia ceny, Ziarno prawdy, Mniejsze zło i Wiedźmin ukazały się wcześniej w czasopiśmie „Fantastyka” oraz w zbiorze opowiadań Wiedźmin.

## Opowiadania
- Głos rozsądku
- Wiedźmin
- Ziarno prawdy
- Mniejsze zło
- Kwestia ceny
- Kraniec świata
- Ostatnie życzenie

## Tłumaczenia
- wydanie litewskie, wyd. Dagonas, Kowno 1998
- wydanie rosyjskie, wyd. AST – Terra Fantastica, Moskwa – St. Petersburg 1996
- wydania czeskie, wyd. Winston Smith, Praga 1992; Leonardo, Ostrava 2000
- wydanie niemieckie, wyd. Heyne Verlag, München 1998
- wydanie hiszpańskie, Bibliopolis, Madryt 2002
- wydanie francuskie, Bragelonne 2003
- wydanie angielskie, Gollancz, kwiecień 2007
- wydanie amerykańskie, Orbit Books, 2008
- wydanie bułgarskie, Infodar, 2008.
- wydanie włoskie, Il guardiano degli innocenti, przełożyła Raffaella Belletti, wyd. Editrice Nord, 2010, 370 s., ISBN 978-88-429-1659-8.
- wydanie chińskie – tajwańskie, pt. 獵魔士：最後的願望 [Lièmóshì: Zuìhòude yuànwàng], wyd. Gaea, (seria wydawnicza Fever), Taipei 2011, 303 s., przełożyła Wei-Yun Lin-Górecka (林蔚昀), ISBN 978-986-6157-49-3.
- wydanie brazylijskie, wyd. WMF Martins Fontes, São Paulo 2011
- wydanie łotewskie, Andžejs Sapkovskis Pēdējā vēlēšanās  przełożył Māris Salējs[1]
- wydanie białoruskie, wyd. A.M. Januszkiewicz, Mińsk 2019

## Słuchowisko
W 2011 roku, w koprodukcji firm Audioteka.pl, Fonopolis i Teatru Polskiego Radia, na podstawie Ostatniego życzenia zrealizowano trwające około 15 godzin słuchowisko. Zostało ono wydane na płytach CD oraz w formacie MP3 w wersji cyfrowej.

### Obsada
Nagrań dokonano w studiu Teatr Polskiego Radia

Reżyseria: Janusz Kukuła

Zgranie dźwięku: Błażej Kukla

Efekty synchroniczne: Urszula Bylica, Jarosław Kędzierski

Udźwiękowienie: Magda Szymczyk, Wojciech Mularczyk

Nagranie dialogów: Paweł Szaliński

Głosów użyczyli:
- Krzysztof Banaszyk – Geralt z Rivii
- Anna Dereszowska – Yennefer
- Sławomir Pacek – Jaskier
- Krzysztof Gosztyła – narrator
- Maciej Gudowski – lektor

Oraz:
- Mariusz Benoit – Nivellen (Ziarno prawdy)
- Tadeusz Borowski – Szambelan (Ostatnie życzenie)
- Marcin Bosak – Civril (Mniejsze zło)
- Jacek Braciak – Torque (Kraniec świata)
- Andrzej Gawroński – Odźwierny Beau Berranta (Ostatnie życzenie)
- Kazimierz Kaczor – Wójt Caldemeyn (Mniejsze zło)
- Teresa Lipowska – Babka (Kraniec świata)
- Tomasz Marzecki – Falwick (Głos rozsądku)
- Andrzej Mastalerz – Eist Tuirseach (Kwestia ceny)
- Mieczysław Morański – Galarr (Kraniec świata)
- Adam Ferency – Velerad (Wiedźmin)
- Maria Pakulnis – Królowa Calanthe (Kwestia ceny)
- Wojciech Pszoniak – Stregobor (Mniejsze zło),
- Maciej Rayzacher – Windhalm z Attre (Kwestia ceny) / Myszowór (Kwestia ceny) / burmistrz Neville (Ostatnie życzenie)
- Dorota Segda – Nenneke (Głos rozsądku)
- Paweł Szczesny – strażnik miejski (Ostatnie życzenie) kryminalny (Ostatnie życzenie) / klucznik (Ostatnie życzenie)
- Henryk Talar – król Foltest (Wiedźmin)
- Mirosław Wieprzewski – baron Eylembert „Kudkudak” z Tigg (Kwestia ceny)
- Piotr Zelt – Chireadan (Ostatnie życzenie) / Dennis Cranmer (Głos rozsądku)

oraz Piotr Bajor, Waldemar Barwiński, Arkadiusz Bazak, Włodzimierz Bednarski, Andrzej Blumenfeld, Stanisław Brudny, Leon Charewicz, Robert Czebotar, Marek Frąckowiak, Ignacy Gogolewski, Jarosław Gruda, Sławomir Holland, Artur Janusiak, Joanna Jeżewska, Agnieszka Judycka, Jan Kulczycki, Robert Kuraś, Zbigniew Konopka, Aleksandra Kowalicka, Piotr Kozłowski, Magda Kusa, Grzegorz Kwiecień, Janusz Nowicki, Miłogost Reczek, Beata Sadowska, Janusz Wituch, Kazimierz Wysota, Stanisław Załuski